# Вяхі Пеетер
Пеетер Вяхі (ест. Peeter Vähi, 1955, Тарту) — естонський композитор-орієнталіст. Член Естонської академії Східних Наук. Президент Естонського буддистського товариства (1992—2005). Найвагоміші твори — Білий концерт для гітари та симфонічного оркестру, Концерт до 2000-річчя від Різдва Христового. Електронна творчість — у гурті Вітамін (1978—1989). Бере участь у спільних концертах з композиторами Індії, Сибіру та інших регіонів Азії.

## Біографія
В юнацтві вчився грі на акордеоні, фортепіано. Захоплюється музикою бароко, східною та електронною музикою. 1980 — закінчує Естонську Музичну Академію з дипломом професійного композитора. Працює на Естонському Радіо та Естонській студії звукозапису. Директор низки авторитетних фестивалів (Glasperlenspiel, Orient) класичної музики, зокрема Фестивалю Арво Пярта (1992, 1995).